# Sông Hóa (Lạng Sơn – Bắc Giang)
Sông Hóa là phụ lưu cấp 1 của Sông Thương, chảy ở các tỉnh Bắc Giang, Lạng Sơn. Sông có chiều dài 47 km và diện tích lưu vực là 382 km².
Sông Hóa bắt nguồn từ các suối ở vùng giáp ranh xã Lâm Sơn và Hữu Kiên huyện Chi Lăng tỉnh Lạng Sơn, chảy hướng tây nam.21°38′11″B 106°41′54″Đ / 21,636457°B 106,698248°Đ
Sông chảy qua xã Tân Sơn huyện Lục Ngạn tỉnh Bắc Giang theo hướng tây nam.
Sau đó sông lại chảy sang huyện Hữu Lũng và Chi Lăng, đổ vào Sông Thương ở gần ga Sông Hóa thị trấn Chi Lăng.
Đập Lang Tính 21°32′37″B 106°30′38″Đ / 21,543563°B 106,510437°Đ ở xã Hòa Lạc huyện Hữu Lũng chặn Sông Hóa tạo ra hồ Cấm Sơn.